# 동대문종합시장

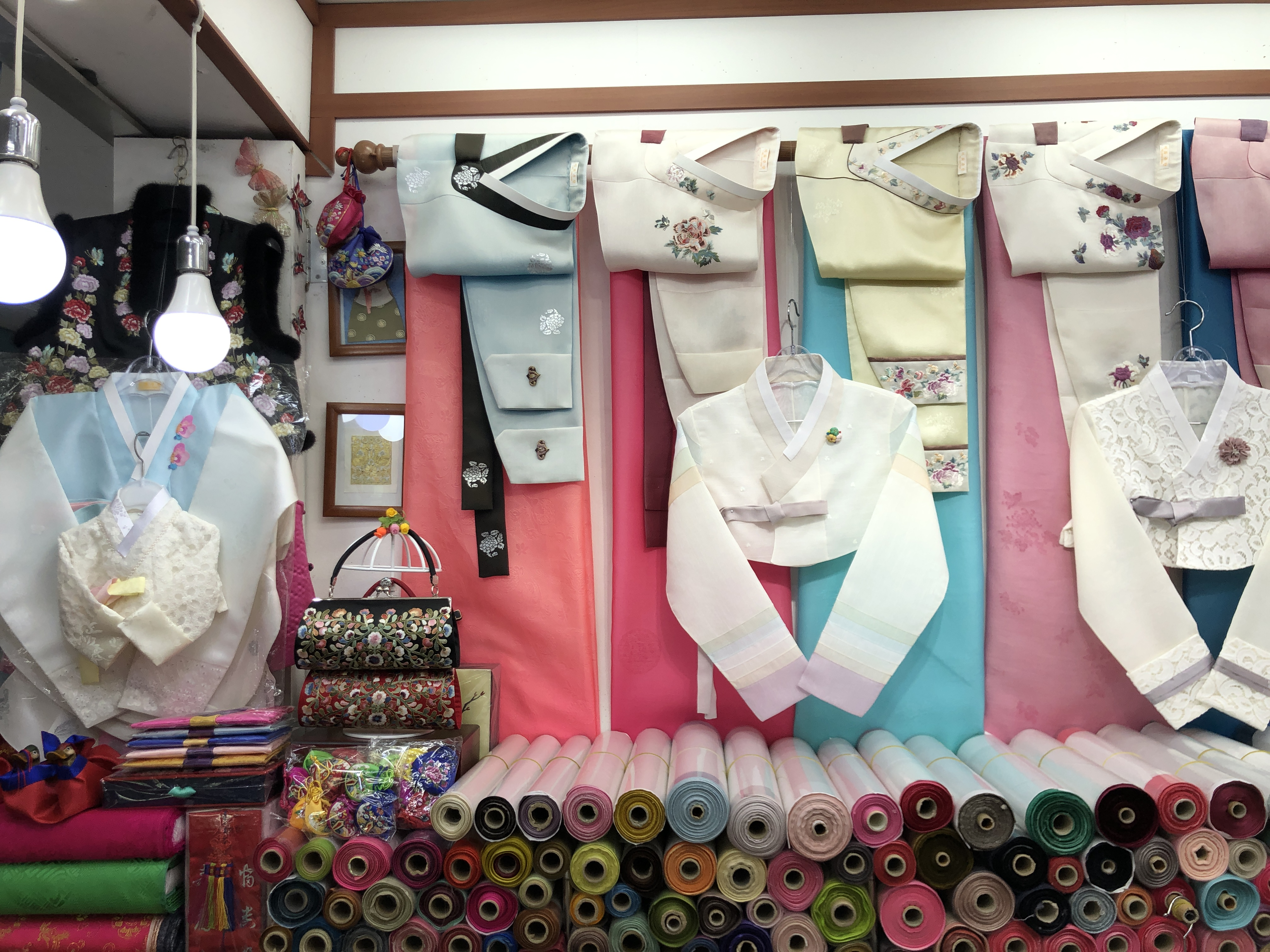
동대문종합시장의 한복가게

동대문종합시장(Dongdaemun Shopping Complex)은 1969년에 개장한 원단, 부자재 종합 상가이다. 서울 종로구 종로 272에 위치해 있다. 원단류, 의류 부자재, 수예품이나 뜨개, 커튼 등과 같은 섬유 및 의류 관련 액세서리, 혼수용품 매장으로 구성되어있다. 구관과 신관 모두 지하1층에서 지상 5층까지 A동에서 D동으로 구성되어 있으며 약 3천여 개 점포가 입점해 있다. 통일상가나 동화상가와는 달리 샘플 제작 공장이 없다. 지하 1층에는 실, 이불, 수예, 레이스, 커튼, 인테리어 원단, 소파 커버링과 제작, 패브릭 맞춤 제작소가 모여 있다. 지상 1층에는 의류 부자재, 이불, 수예, 그릇, 양복 원단, 커튼, 카펫, 타월 상가가 있고 2층에는 옷감, 한복, 주단, 면직물, 부자재 가게가 있다. 3층과 4층은 패브릭, 밍크, 방모, 화섬, 실크, 공단을 판매하며 5층에는 전문 부자재 상가들로 구성되었다. 상가 D동 지하 1층에는 숙련 재봉사들이 근무하는 바느질집이 모여 있다.

## 같이 보기
- 동대문시장
- 남대문시장